# Eesti Ekspress
Eesti Ekspress ist die auflagenstärkste politische Wochenzeitung Estlands. Sie erscheint immer donnerstags. Beilagen sind u. a. Areen (Kulturmagazin) und Kohver (Reiseteil). Die Redaktion befindet sich in der estnischen Hauptstadt Tallinn.
Eesti Ekspress wurde im September 1989 in der Endphase der sowjetischen Besetzung Estlands von Hans H. Luik und anderen demokratischen Mitstreitern gegründet. Sie war im Zeichen von Glasnost und Perestroika die erste politisch unabhängige Zeitungsgründung der Estnischen SSR. An investigativ-unabhängigem Journalismus und innovativem Design hat Eesti Ekspress seitdem festgehalten.
Eesti Ekspress ist das Flaggschiff der AS Eesti Ekspress Grupp des estnischen Medienmoguls Hans H. Luik. Teil des Konzerns sind auch die überregionale Tageszeitung Eesti Päevaleht, die größte Boulevardzeitung des Landes, Õhtuleht, die für den ländlichen Raum bestimmte Wochenzeitung Maaleht, ein Buchverlag, das digitale Fotoarchiv Pressifoto, die Gratiszeitung Linnaleht, die auf Estnisch und Russisch erscheint, sowie die Buchhandelskette Rahva Raamat.